# Ctenitis lanuginosa
Ctenitis lanuginosa là một loài thực vật có mạch trong họ Dryopteridaceae. Loài này được (Willd. ex Kaulf.) Copel. miêu tả khoa học đầu tiên năm 1947.